# Kecamatan Banggai
Kecamatan Banggai är ett distrikt i Indonesien.   Det ligger i provinsen Sulawesi Tengah, i den nordöstra delen av landet, 1 900 km öster om huvudstaden Jakarta. Kecamatan Banggai ligger på ön Pulau Banggai.